# 沖田円
沖田 円（おきた えん）は、日本の小説家。愛知県安城市出身。

## 経歴・人物
2015年、スターツ出版文庫の創刊ラインナップの1冊として『僕は何度でも、きみに初めての恋をする。』を刊行し作家デビュー。同作は累計24万部を売り上げ、コミカライズされている。
2018年には、投稿作「咲久良町シンフォニー」がピュアフル小説大賞にて金賞を受賞し、同作を改題した『千年桜の奇跡を、きみに 神様の棲む咲久良町』を翌2019年に刊行している。

## 作品リスト

### 書籍
- 一瞬の永遠をキミと（2012年12月、ケータイ小説文庫。ISBN 978-4883816965）
- 僕は何度でも、きみに初めての恋をする。（2015年12月、スターツ出版文庫。ISBN 978-4813700432、2022年10月、スターツ出版単行本。ISBN 978-4813791812）
- 一瞬の永遠を、きみと（2016年7月、スターツ出版文庫。ISBN 978-4813701293）
- 春となりを待つきみへ（2016年12月、スターツ出版文庫。ISBN 978-4813701903）
- 神様の願いごと（2017年3月、スターツ出版文庫。ISBN 978-4813702313）
- 真夜中プリズム（2017年7月、スターツ出版文庫。ISBN 978-4813702948）
- きみに届け、始まりの歌（2017年12月、スターツ出版文庫。ISBN 978-4813703778）
- すべての幸福をその手のひらに（2018年9月、スターツ出版文庫。ISBN 978-4813705406）
- そして8日目に愛を謳った。（2019年1月、小学館文庫キャラブン!。ISBN 978-4094065978）
- 千年桜の奇跡を、きみに 神様の棲む咲久良町（2019年4月、ポプラ文庫ピュアフル。ISBN 978-4591162774）
- 流星の消える日まで（2019年5月、小学館文庫キャラブン!。ISBN 978-4094066418）
- ひだまりに花の咲く（2019年7月、スターツ出版文庫。ISBN 978-4813707226）
- 猫に嫁入り 〜黄泉路横丁の縁結び〜（2020年10月、小学館文庫キャラブン!。ISBN 978-4094068320）
- 僕らの夜明けにさよならを（2020年11月、スターツ出版文庫。ISBN 978-4813710073）
- 雲雀坂の魔法使い（2021年4月、実業之日本社文庫GROW。ISBN 978-4408556543）
- 喫茶とまり木で待ち合わせ（2022年9月、実業之日本社単行本。ISBN 978-4408538112）
- 10年後、きみに今日の話をしよう。（2022年10月、ファン文庫Tears。ISBN 978-4839981440）

### アンソロジー収録作品
「」内が沖田円の作品
- きみに、涙。 スターツ出版文庫 7つのアンソロジー①（2019年4月、スターツ出版文庫。ISBN 978-4813706717）「雨あがりのデイジー」
- 卒業式であった泣ける話 5分で読める12編のアンソロジー（2021年2月、ファン文庫Tears。ISBN  978-4839975159）「春告草の式日」
- 猫の泣ける話 5分で読める12編のアンソロジー（2021年6月、ファン文庫Tears。ISBN 978-4839976095）「星取り網と夜の猫」
- 犬の泣ける話 あなたに寄り添い癒してくれる 犬にまつわる12編のアンソロジー（2022年1月、ファン文庫Tears。ISBN 978-4839978426）「記念写真」

## 受賞
- ピュアフル小説大賞・金賞 (咲久良町シンフォニー/2018年)